# Baptiste-Marie Jacob
Baptiste Marie Jacob, né à Plounez, (aujourd'hui Paimpol - Côtes-d'Armor) le 7 juin 1858 et décédé à Paris le 6 avril 1909, est un professeur de philosophie et de morale.
Après son baccalauréat de philosophie obtenu en juin 1878 au lycée de Saint-Brieuc, il prépare la licence et l’agrégation de philosophie, tout en enseignant dans les collèges de Bergerac, Perpignan et Bordeaux où il se lie avec son professeur Octave Hamelin. En juillet 1887, il est reçu premier à l’agrégation de philosophie et est alors nommé au lycée de Saint-Brieuc où il sera le professeur de Marcel Cachin. 
À cette période, il se lie d'amitiés avec Gabriel Koenigs, Célestin Bouglé, Mathurin Le Gal Lasalle et Prosper Hémon. Il découvre l’œuvre de Jules Lequier.
En 1890, Baptiste Jacob quitte le lycée de Saint-Brieuc pour celui de Brest. Il y fonde un hebdomadaire, le « Breton Socialiste » (1894), participe activement à la campagne de conférences de la section brestoise de la Ligue de l’enseignement (1897-1898), et enseigne notamment à Victor Segalen. 
En 1898, il quitte Brest pour Paris où il enseigne au lycée Rollin puis, à partir de 1900, à l'École normale supérieure de jeunes filles de Sèvres et à celle de Fontenay-aux-Roses École normale supérieure lettres et sciences humaines (Fontenay-Saint-Cloud). Il participe aux travaux de la Société française de philosophie. 
Il s’éteint le 6 avril 1909 au 111 rue de Caulaincourt à Paris (18e). 

## Distinction
- Chevalier de la Légion d'honneur (28 juillet 1903)[1]

## Sources
- Les conférences populaires et la science sociale » (l’exemple de Baptiste Jacob) , Jean-Claude Pompougnac, in « les sauvages dans la cité. Auto émancipation du peuple et instruction des prolétaires au XIXe siècle " - (préface Jacques Derrida) Éditions Champvallon (PUF). Collection Milieux (1985).
- Jules Lequier - notice biographique, Prosper Hémon, Ed de L’Eclat (1991)
- Le philosophe de Kérity : Baptiste Jacob, Michel-Yves Bernard, Les carnets du Goëlo no 12 (1996), publiés par la Société d'études historiques et archéologique du Goëlo.
- Les philosophes en République. L’aventure intellectuelle de la Revue de métaphysique et de morale et de la Société française de Philosophie (1891-1914), Stephan Soulié, Paris, PUR, 2009, 328 p.
- L'engagement de Baptiste Jacob, Goulven Le Brech, Cahiers Jules Lequier no 1/2010, Ed "Association Les amis de Jules Lequier" (2010)